# Copa Perú 2010
La Copa Perú 2010 fue la 38.ª edición de la competición y se disputó desde el mes de febrero en cada departamento del Perú. El torneo otorgó al cuadro vencedor –Unión Comercio– un cupo para la temporada 2011 de la Primera División y al subcampeón Alianza Unicachi un cupo a la Segunda División Peruana 2011.
|  |

## Etapa Regional
Se inició el 18 de septiembre luego de la finalización de la tercera etapa de la Copa Perú llamada "Etapa Departamental", la cual clasificó a dos equipos por cada Departamento del Perú. A estos clubes se les unieron los dos equipos que descendieron de la Segunda División Peruana 2009: La Peña Sporting y Deportivo Municipal.

### Región I
| Departamento | Club                       | Ciudad      |
| ------------ | -------------------------- | ----------- |
| Amazonas     | Unión Santo Domingo        | Chachapoyas |
| Amazonas     | Vencedores del Cenepa      | Bagua       |
| Lambayeque   | Deportivo Pomalca          | Chiclayo    |
| Lambayeque   | Universidad Señor de Sipán | Chiclayo    |
| Piura        | Atlético Grau              | Piura       |
| Piura        | Salesiano FC               | La Unión    |
| Tumbes       | Defensor San José          | Tumbes      |
| Tumbes       | Sporting Pizarro           | Tumbes      |

| \| Jor. \| Fecha \| Estadio \| Ciudad \| Local \| Score \| Visitante \| \| ---- \| ------------- \| ------------------- \| ------------- \| --------------------- \| ----- \| --------------------- \| \| 1.º \| 26-09-2010 \| Mariscal Cáceres \| Tumbes \| Sporting Pizarro \| 1–0 \| Univ. Señor de Sipán \| \| 1.º \| 26-09-2010 \| Miguel Grau \| Piura \| Atlético Grau \| 6–1 \| Vencedores del Cenepa \| \| 2.º \| 06-10-2010 \| Manuel Mesones Muro \| Bagua \| Vencedores del Cenepa \| 1–0 \| Sporting Pizarro \| \| 2.º \| 06-10-2010 \| Elías Aguirre \| Chiclayo \| Univ. Señor de Sipán \| 1–1 \| Atlético Grau \| \| 3.º \| 10-10-2010 \| Manuel Mesones Muro \| Bagua \| Vencedores del Cenepa \| 0–1 \| Univ. Señor de Sipán \| \| 3.º \| 10-10-2010 \| Mariscal Cáceres \| Tumbes \| Sporting Pizarro \| 0–0 \| Atlético Grau \| \| 4.º \| 17-10-2010 \| Elías Aguirre \| Chiclayo \| Univ. Señor de Sipán \| 2–2 \| Sporting Pizarro \| \| 4.º \| 17-10-2010 \| Manuel Mesones Muro \| Bagua \| Vencedores del Cenepa \| 0–1 \| Atlético Grau \| \| 5.º \| 24-10-2010 \| Miguel Grau \| Piura \| Atlético Grau \| 1–0 \| Univ. Señor de Sipán \| \| 5.º \| 24-10-2010 \| Mariscal Cáceres \| Tumbes \| Sporting Pizarro \| 1–0 \| Vencedores del Cenepa \| \| 6.º \| 31-10-2010 \| Miguel Grau \| Piura \| Atlético Grau \| 3–1 \| Sporting Pizarro \| \| 6.º \| No se disputó \| No se disputó \| No se disputó \| Univ. Señor de Sipán \| – \| Vencedores del Cenepa \| |               |                     |               |                       |       |                       |
| Jor. | Fecha         | Estadio             | Ciudad        | Local                 | Score | Visitante             |
| 1.º | 26-09-2010    | Mariscal Cáceres    | Tumbes        | Sporting Pizarro      | 1–0   | Univ. Señor de Sipán  |
| 1.º | 26-09-2010    | Miguel Grau         | Piura         | Atlético Grau         | 6–1   | Vencedores del Cenepa |
| 2.º | 06-10-2010    | Manuel Mesones Muro | Bagua         | Vencedores del Cenepa | 1–0   | Sporting Pizarro      |
| 2.º | 06-10-2010    | Elías Aguirre       | Chiclayo      | Univ. Señor de Sipán  | 1–1   | Atlético Grau         |
| 3.º | 10-10-2010    | Manuel Mesones Muro | Bagua         | Vencedores del Cenepa | 0–1   | Univ. Señor de Sipán  |
| 3.º | 10-10-2010    | Mariscal Cáceres    | Tumbes        | Sporting Pizarro      | 0–0   | Atlético Grau         |
| 4.º | 17-10-2010    | Elías Aguirre       | Chiclayo      | Univ. Señor de Sipán  | 2–2   | Sporting Pizarro      |
| 4.º | 17-10-2010    | Manuel Mesones Muro | Bagua         | Vencedores del Cenepa | 0–1   | Atlético Grau         |
| 5.º | 24-10-2010    | Miguel Grau         | Piura         | Atlético Grau         | 1–0   | Univ. Señor de Sipán  |
| 5.º | 24-10-2010    | Mariscal Cáceres    | Tumbes        | Sporting Pizarro      | 1–0   | Vencedores del Cenepa |
| 6.º | 31-10-2010    | Miguel Grau         | Piura         | Atlético Grau         | 3–1   | Sporting Pizarro      |
| 6.º | No se disputó | No se disputó       | No se disputó | Univ. Señor de Sipán  | –     | Vencedores del Cenepa |

| \| Jor. \| Fecha \| Estadio \| Ciudad \| Local \| Score \| Visitante \| \| ---- \| ------------- \| ---------------------- \| ------------- \| ------------------- \| -------- \| ------------------- \| \| 1.º \| 26-09-2010 \| Elías Aguirre \| Chiclayo \| Deportivo Pomalca \| 2–2 \| Defensor San José \| \| 1.º \| 26-09-2010 \| Kuélap \| Chachapoyas \| Unión Santo Domingo \| 0–2 \| Salesiano \| \| 2.º \| 06-10-2010 \| Mariscal Cáceres \| Tumbes \| Defensor San José \| 5–0 \| Unión Santo Domingo \| \| 2.º \| 06-10-2010 \| Municipal de La Unión \| Piura \| Salesiano \| 2–3 \| Deportivo Pomalca \| \| 3.º \| 10-10-2010 \| Eugenio Zapata Mingoya \| Tumán \| Deportivo Pomalca \| 8–0 \| Unión Santo Domingo \| \| 3.º \| 10-10-2010 \| Municipal de La Unión \| Piura \| Salesiano \| 1–1 \| Defensor San José \| \| 4.º \| 17-10-2010 \| Mariscal Cáceres \| Tumbes \| Defensor San José \| 3–0 \| Deportivo Pomalca \| \| 4.º \| 17-10-2010 \| Municipal de La Unión \| Piura \| Salesiano \| 3-0 (WO) \| Unión Santo Domingo \| \| 5.º \| 24-10-2010 \| César Flores Marigorda \| Lambayeque \| Deportivo Pomalca \| 1–3 \| Salesiano \| \| 5.º \| 24-10-2010 \| Kuélap \| Chachapoyas \| Unión Santo Domingo \| 0–3 \| Defensor San José \| \| 6.º \| 31-10-2010 \| Mariscal Cáceres \| Tumbes \| Defensor San José \| 5–0 \| Salesiano \| \| 6.º \| No se disputó \| No se disputó \| No se disputó \| Unión Santo Domingo \| – \| Deportivo Pomalca \| |               |                        |               |                     |          |                     |
| Jor. | Fecha         | Estadio                | Ciudad        | Local               | Score    | Visitante           |
| 1.º | 26-09-2010    | Elías Aguirre          | Chiclayo      | Deportivo Pomalca   | 2–2      | Defensor San José   |
| 1.º | 26-09-2010    | Kuélap                 | Chachapoyas   | Unión Santo Domingo | 0–2      | Salesiano           |
| 2.º | 06-10-2010    | Mariscal Cáceres       | Tumbes        | Defensor San José   | 5–0      | Unión Santo Domingo |
| 2.º | 06-10-2010    | Municipal de La Unión  | Piura         | Salesiano           | 2–3      | Deportivo Pomalca   |
| 3.º | 10-10-2010    | Eugenio Zapata Mingoya | Tumán         | Deportivo Pomalca   | 8–0      | Unión Santo Domingo |
| 3.º | 10-10-2010    | Municipal de La Unión  | Piura         | Salesiano           | 1–1      | Defensor San José   |
| 4.º | 17-10-2010    | Mariscal Cáceres       | Tumbes        | Defensor San José   | 3–0      | Deportivo Pomalca   |
| 4.º | 17-10-2010    | Municipal de La Unión  | Piura         | Salesiano           | 3-0 (WO) | Unión Santo Domingo |
| 5.º | 24-10-2010    | César Flores Marigorda | Lambayeque    | Deportivo Pomalca   | 1–3      | Salesiano           |
| 5.º | 24-10-2010    | Kuélap                 | Chachapoyas   | Unión Santo Domingo | 0–3      | Defensor San José   |
| 6.º | 31-10-2010    | Mariscal Cáceres       | Tumbes        | Defensor San José   | 5–0      | Salesiano           |
| 6.º | No se disputó | No se disputó          | No se disputó | Unión Santo Domingo | –        | Deportivo Pomalca   |

#### Grupo A
| Equipo                | PJ | PG | PE | PP | GF | GC | DG | Pts |
| --------------------- | -- | -- | -- | -- | -- | -- | -- | --- |
| Atlético Grau         | 6  | 4  | 2  | 0  | 12 | 3  | +9 | 14  |
| Sporting Pizarro      | 6  | 2  | 2  | 2  | 5  | 6  | -1 | 8   |
| Univ. Señor de Sipán  | 5  | 1  | 2  | 2  | 4  | 5  | -1 | 5   |
| Vencedores del Cenepa | 5  | 1  | 0  | 4  | 2  | 9  | -7 | 3   |

#### Grupo B
| Equipo              | PJ | PG | PE | PP | GF | GC | DG  | Pts |
| ------------------- | -- | -- | -- | -- | -- | -- | --- | --- |
| Defensor San José   | 6  | 4  | 2  | 0  | 19 | 3  | +16 | 14  |
| Salesiano           | 6  | 3  | 1  | 2  | 11 | 10 | +1  | 10  |
| Deportivo Pomalca   | 5  | 2  | 1  | 2  | 14 | 10 | +4  | 7   |
| Unión Santo Domingo | 5  | 0  | 0  | 5  | 0  | 21 | -21 | -3  |

### Región II
| Departamento | Club                  | Ciudad          |
| ------------ | --------------------- | --------------- |
| Áncash       | Deportivo La Victoria | Huarmey         |
| Áncash       | Juventud Santa Rosa   | Cátac           |
| Cajamarca    | Comerciantes Unidos   | Cutervo         |
| Cajamarca    | Cultural Volante      | Bambamarca      |
| La Libertad  | Carlos A. Mannucci    | Trujillo        |
| La Libertad  | Miguel Grau           | Huamachuco      |
| San Martín   | Unión Comercio        | Nueva Cajamarca |
| San Martín   | Atlético Belén        | Moyobamba       |

| \| Jor. \| Fecha \| Estadio \| Ciudad \| Local \| Score \| Visitante \| \| ---- \| ---------- \| ----------- \| --------------- \| ------------------- \| -------- \| ------------------- \| \| 1.º \| 25-09-2010 \| Mansiche \| Trujillo \| Carlos A. Mannucci \| 0–0 \| Unión Comercio \| \| 1.º \| 26-09-2010 \| El Frutillo \| Bambamarca \| Deportivo Volante \| 2–0 \| Juventud Santa Rosa \| \| 2.º \| 30-09-2010 \| Municipal \| Nueva Cajamarca \| Unión Comercio \| 2–1 \| Deportivo Volante \| \| 2.º \| 01-10-2010 \| Municipal \| Cátac \| Juventud Santa Rosa \| 1–0 \| Carlos A. Mannucci \| \| 3.º \| 10-10-2010 \| Mansiche \| Trujillo \| Carlos A. Mannucci \| 0–1 \| Deportivo Volante \| \| 3.º \| 10-10-2010 \| Municipal \| Cátac \| Juventud Santa Rosa \| 1–3 \| Unión Comercio \| \| 4.º \| 17-10-2010 \| Municipal \| Nueva Cajamarca \| Unión Comercio \| 3-0 (WO) \| Carlos A. Mannucci \| \| 4.º \| 17-10-2010 \| Municipal \| Cátac \| Juventud Santa Rosa \| 0–1 \| Deportivo Volante \| \| 5.º \| 17-10-2010 \| El Frutillo \| Bambamarca \| Deportivo Volante \| 0-1 \| Unión Comercio \| \| 5.º \| 17-10-2010 \| Mansiche \| Trujillo \| Carlos A. Mannucci \| 0-3 (WO) \| Juventud Santa Rosa \| \| 6.º \| 31-10-2010 \| Municipal \| Nueva Cajamarca \| Unión Comercio \| 8-0 \| Juventud Santa Rosa \| \| 6.º \| 31-10-2010 \| El Frutillo \| Bambamarca \| Deportivo Volante \| - \| Carlos A. Mannucci \| |            |             |                 |                     |          |                     |
| Jor. | Fecha      | Estadio     | Ciudad          | Local               | Score    | Visitante           |
| 1.º | 25-09-2010 | Mansiche    | Trujillo        | Carlos A. Mannucci  | 0–0      | Unión Comercio      |
| 1.º | 26-09-2010 | El Frutillo | Bambamarca      | Deportivo Volante   | 2–0      | Juventud Santa Rosa |
| 2.º | 30-09-2010 | Municipal   | Nueva Cajamarca | Unión Comercio      | 2–1      | Deportivo Volante   |
| 2.º | 01-10-2010 | Municipal   | Cátac           | Juventud Santa Rosa | 1–0      | Carlos A. Mannucci  |
| 3.º | 10-10-2010 | Mansiche    | Trujillo        | Carlos A. Mannucci  | 0–1      | Deportivo Volante   |
| 3.º | 10-10-2010 | Municipal   | Cátac           | Juventud Santa Rosa | 1–3      | Unión Comercio      |
| 4.º | 17-10-2010 | Municipal   | Nueva Cajamarca | Unión Comercio      | 3-0 (WO) | Carlos A. Mannucci  |
| 4.º | 17-10-2010 | Municipal   | Cátac           | Juventud Santa Rosa | 0–1      | Deportivo Volante   |
| 5.º | 17-10-2010 | El Frutillo | Bambamarca      | Deportivo Volante   | 0-1      | Unión Comercio      |
| 5.º | 17-10-2010 | Mansiche    | Trujillo        | Carlos A. Mannucci  | 0-3 (WO) | Juventud Santa Rosa |
| 6.º | 31-10-2010 | Municipal   | Nueva Cajamarca | Unión Comercio      | 8-0      | Juventud Santa Rosa |
| 6.º | 31-10-2010 | El Frutillo | Bambamarca      | Deportivo Volante   | -        | Carlos A. Mannucci  |

| \| Jor. \| Fecha \| Estadio \| Ciudad \| Local \| Score \| Visitante \| \| ---- \| ---------- \| ---------------------- \| ---------- \| --------------------- \| ----- \| --------------------- \| \| 1.º \| 26-09-2010 \| IPD de Moyobamba \| Moyobamba \| Atlético Belén \| 2–0 \| Miguel Grau \| \| 1.º \| 26-09-2010 \| Modelo \| Huarmey \| Deportivo La Victoria \| 1–1 \| Comerciantes Unidos \| \| 2.º \| 30-09-2010 \| Municipal \| Huamachuco \| Miguel Grau \| 2–1 \| Deportivo La Victoria \| \| 2.º \| 30-09-2010 \| Juan Maldonado Gamarra \| Cutervo \| Comerciantes Unidos \| 2–0 \| Atlético Belén \| \| 3.º \| 10-10-2010 \| Juan Maldonado Gamarra \| Cutervo \| Comerciantes Unidos \| 3–0 \| Miguel Grau \| \| 3.º \| 10-10-2010 \| IPD de Moyobamba \| Moyobamba \| Atlético Belén \| 0–0 \| Deportivo La Victoria \| \| 4.º \| 17-10-2010 \| Juan Maldonado Gamarra \| Cutervo \| Comerciantes Unidos \| 3–2 \| Deportivo La Victoria \| \| 4.º \| 17-10-2010 \| Municipal \| Huamachuco \| Miguel Grau \| 4–1 \| Atlético Belén \| \| 5.º \| 24-10-2010 \| IPD de Moyobamba \| Moyobamba \| Atlético Belén \| 0-1 \| Comerciantes Unidos \| \| 5.º \| 24-10-2010 \| Modelo \| Huarmey \| Deportivo La Victoria \| 1-2 \| Miguel Grau \| \| 6.º \| 31-10-2010 \| Modelo \| Huarmey \| Deportivo La Victoria \| - \| Atlético Belén \| \| 6.º \| 31-10-2010 \| Municipal \| Huamachuco \| Miguel Grau \| 3-3 \| Comerciantes Unidos \| |            |                        |            |                       |       |                       |
| Jor. | Fecha      | Estadio                | Ciudad     | Local                 | Score | Visitante             |
| 1.º | 26-09-2010 | IPD de Moyobamba       | Moyobamba  | Atlético Belén        | 2–0   | Miguel Grau           |
| 1.º | 26-09-2010 | Modelo                 | Huarmey    | Deportivo La Victoria | 1–1   | Comerciantes Unidos   |
| 2.º | 30-09-2010 | Municipal              | Huamachuco | Miguel Grau           | 2–1   | Deportivo La Victoria |
| 2.º | 30-09-2010 | Juan Maldonado Gamarra | Cutervo    | Comerciantes Unidos   | 2–0   | Atlético Belén        |
| 3.º | 10-10-2010 | Juan Maldonado Gamarra | Cutervo    | Comerciantes Unidos   | 3–0   | Miguel Grau           |
| 3.º | 10-10-2010 | IPD de Moyobamba       | Moyobamba  | Atlético Belén        | 0–0   | Deportivo La Victoria |
| 4.º | 17-10-2010 | Juan Maldonado Gamarra | Cutervo    | Comerciantes Unidos   | 3–2   | Deportivo La Victoria |
| 4.º | 17-10-2010 | Municipal              | Huamachuco | Miguel Grau           | 4–1   | Atlético Belén        |
| 5.º | 24-10-2010 | IPD de Moyobamba       | Moyobamba  | Atlético Belén        | 0-1   | Comerciantes Unidos   |
| 5.º | 24-10-2010 | Modelo                 | Huarmey    | Deportivo La Victoria | 1-2   | Miguel Grau           |
| 6.º | 31-10-2010 | Modelo                 | Huarmey    | Deportivo La Victoria | -     | Atlético Belén        |
| 6.º | 31-10-2010 | Municipal              | Huamachuco | Miguel Grau           | 3-3   | Comerciantes Unidos   |

#### Grupo A
| Equipo              | PJ | PG | PE | PP | GF | GC | DG | Pts |
| ------------------- | -- | -- | -- | -- | -- | -- | -- | --- |
| Unión Comercio      | 6  | 5  | 1  | 0  | 17 | 2  | +7 | 16  |
| Cultural Volante    | 5  | 3  | 0  | 2  | 5  | 3  | +2 | 9   |
| Juventud Santa Rosa | 6  | 2  | 0  | 4  | 5  | 14 | -9 | 6   |
| Carlos A. Mannucci  | 5  | 0  | 1  | 4  | 0  | 8  | -8 | -5  |

1. ↑  El club Carlos A. Mannucci se retiró de la Copa Perú.

#### Grupo B
| Equipo                | PJ | PG | PE | PP | GF | GC | DG | Pts |
| --------------------- | -- | -- | -- | -- | -- | -- | -- | --- |
| Comerciantes Unidos   | 6  | 4  | 2  | 0  | 13 | 6  | +7 | 14  |
| Miguel Grau           | 6  | 3  | 1  | 2  | 12 | 11 | +1 | 10  |
| Atlético Belén        | 5  | 1  | 1  | 3  | 3  | 8  | -5 | 4   |
| Deportivo La Victoria | 5  | 0  | 2  | 3  | 5  | 8  | -3 | 2   |

### Región III
| Departamento | Club               | Ciudad   |
| ------------ | ------------------ | -------- |
| Loreto       | Los Tigres         | Iquitos  |
| Loreto       | UNAP               | Iquitos  |
| Ucayali      | Atlético Pucallpa  | Manantay |
| Ucayali      | Deportivo Hospital | Pucallpa |

| \| Jor. \| Fecha \| Estadio \| Ciudad \| Local \| Score \| Visitante \| \| ---- \| ---------- \| ------------- \| -------- \| ------------------ \| ----- \| ------------------ \| \| 1.º \| 18-09-2010 \| Max Augustín \| Iquitos \| Los Tigres \| 0–0 \| UNAP \| \| 2.º \| 22-09-2010 \| Aliardo Soria \| Pucallpa \| Deportivo Hospital \| 0–0 \| Atlético Pucallpa \| \| 3.º \| 26-09-2010 \| Aliardo Soria \| Pucallpa \| Deportivo Hospital \| 2–0 \| UNAP \| \| 4.º \| 29-09-2010 \| Aliardo Soria \| Pucallpa \| Atlético Pucallpa \| 3–1 \| UNAP \| \| 5.º \| 06-10-2010 \| Aliardo Soria \| Pucallpa \| Deportivo Hospital \| 0–1 \| Los Tigres \| \| 6.º \| 10-10-2010 \| Aliardo Soria \| Pucallpa \| Atlético Pucallpa \| 2–1 \| Los Tigres \| \| 7.º \| 17-10-2010 \| Max Augustín \| Iquitos \| UNAP \| 1–2 \| Los Tigres \| \| 7.º \| 17-10-2010 \| Aliardo Soria \| Pucallpa \| Atlético Pucallpa \| 0–3 \| Deportivo Hospital \| \| 8.º \| 20-10-2010 \| Max Augustín \| Iquitos \| UNAP \| 1–0 \| Deportivo Hospital \| \| 8.º \| 20-10-2010 \| Max Augustín \| Iquitos \| Los Tigres \| 2–2 \| Atlético Pucallpa \| \| 9.º \| 23-10-2010 \| Max Augustín \| Iquitos \| UNAP \| 1–3 \| Atlético Pucallpa \| \| 9.º \| 23-10-2010 \| Max Augustín \| Iquitos \| Tigres \| 3–4 \| Deportivo Hospital \| |            |               |          |                    |       |                    |
| Jor. | Fecha      | Estadio       | Ciudad   | Local              | Score | Visitante          |
| 1.º | 18-09-2010 | Max Augustín  | Iquitos  | Los Tigres         | 0–0   | UNAP               |
| 2.º | 22-09-2010 | Aliardo Soria | Pucallpa | Deportivo Hospital | 0–0   | Atlético Pucallpa  |
| 3.º | 26-09-2010 | Aliardo Soria | Pucallpa | Deportivo Hospital | 2–0   | UNAP               |
| 4.º | 29-09-2010 | Aliardo Soria | Pucallpa | Atlético Pucallpa  | 3–1   | UNAP               |
| 5.º | 06-10-2010 | Aliardo Soria | Pucallpa | Deportivo Hospital | 0–1   | Los Tigres         |
| 6.º | 10-10-2010 | Aliardo Soria | Pucallpa | Atlético Pucallpa  | 2–1   | Los Tigres         |
| 7.º | 17-10-2010 | Max Augustín  | Iquitos  | UNAP               | 1–2   | Los Tigres         |
| 7.º | 17-10-2010 | Aliardo Soria | Pucallpa | Atlético Pucallpa  | 0–3   | Deportivo Hospital |
| 8.º | 20-10-2010 | Max Augustín  | Iquitos  | UNAP               | 1–0   | Deportivo Hospital |
| 8.º | 20-10-2010 | Max Augustín  | Iquitos  | Los Tigres         | 2–2   | Atlético Pucallpa  |
| 9.º | 23-10-2010 | Max Augustín  | Iquitos  | UNAP               | 1–3   | Atlético Pucallpa  |
| 9.º | 23-10-2010 | Max Augustín  | Iquitos  | Tigres             | 3–4   | Deportivo Hospital |

| Equipo             | PJ | PG | PE | PP | GF | GC | DG | Pts |
| ------------------ | -- | -- | -- | -- | -- | -- | -- | --- |
| Atlético Pucallpa  | 6  | 3  | 2  | 1  | 10 | 8  | +2 | 11  |
| Deportivo Hospital | 6  | 3  | 1  | 2  | 9  | 5  | +4 | 10  |
| Los Tigres         | 6  | 2  | 2  | 2  | 9  | 9  | 0  | 8   |
| UNAP               | 6  | 1  | 1  | 4  | 4  | 10 | -6 | 4   |

### Región IV
| Departamento | Club                | Distrito           |
| ------------ | ------------------- | ------------------ |
| Callao       | Nuevo Callao        | Carmen de la Legua |
| Callao       | Pilsen Callao       | Callao             |
| Lima         | Cultural Géminis    | Comas              |
| Lima         | Juventud Barranco   | Huacho             |
| Lima         | La Peña Sporting    | Lince              |
| Lima         | Deportivo Municipal | Lima               |

| \| Jor. \| Fecha \| Estadio \| Ciudad \| Local \| Score \| Visitante \| \| ---- \| ---------- \| ----------------------- \| ------ \| ------------------- \| ----- \| ------------------- \| \| 1.º \| 10-10-2010 \| Manuel Bonilla \| Lima \| Cultural Géminis \| 0–0 \| Deportivo Municipal \| \| 1.º \| 10-10-2010 \| Segundo Aranda Torres \| Huacho \| Juventud Barranco \| 3–1 \| Pilsen Callao \| \| 1.º \| 10-10-2010 \| Colegio San Alfonso \| Lima \| Nuevo Callao \| 6–2 \| La Peña Sporting \| \| 2.º \| 16-10-2010 \| Miguel Grau \| Callao \| Deportivo Municipal \| 2–1 \| Nuevo Callao \| \| 2.º \| 16-10-2010 \| Adelfo Magallanes \| Lima \| Pilsen Callao \| 0–4 \| Cultural Géminis \| \| 2.º \| 16-10-2010 \| Municipal de La Molina \| Lima \| La Peña Sporting \| 1–3 \| Juventud Barranco \| \| 3.º \| 20-10-2010 \| Julio Lores Colán[n. 1] \| Huaral \| La Peña Sporting \| 2–0 \| Pilsen Callao \| \| 3.º \| 20-10-2010 \| Julio Lores Colán[n. 1] \| Huaral \| Nuevo Callao \| 1–2 \| Cultural Géminis \| \| 3.º \| 20-10-2010 \| Julio Lores Colán[n. 1] \| Huaral \| Juventud Barranco \| 0–0 \| Deportivo Municipal \| \| 4.º \| 24-10-2010 \| La Balanza \| Lima \| Cultural Géminis \| 1–0 \| Juventud Barranco \| \| 4.º \| 24-10-2010 \| Miguel Grau \| Callao \| Deportivo Municipal \| 2–2 \| La Peña Sporting \| \| 4.º \| 24-10-2010 \| Colegio San Alfonso \| Lima \| Nuevo Callao \| 8–3 \| Pilsen Callao \| \| 5.º \| 30-10-2010 \| La Unión (Barranco) \| Lima \| Pilsen Callao \| 0–7 \| Deportivo Municipal \| \| 5.º \| 30-10-2010 \| La Balanza \| Lima \| La Peña Sporting \| 0–2 \| Cultural Géminis \| \| 5.º \| 31-10-2010 \| Segundo Aranda Torres \| Huacho \| Juventud Barranco \| 1–1 \| Nuevo Callao \| 1. |            |                        |        |                     |       |                     |
| Jor. | Fecha      | Estadio                | Ciudad | Local               | Score | Visitante           |
| 1.º | 10-10-2010 | Manuel Bonilla         | Lima   | Cultural Géminis    | 0–0   | Deportivo Municipal |
| 1.º | 10-10-2010 | Segundo Aranda Torres  | Huacho | Juventud Barranco   | 3–1   | Pilsen Callao       |
| 1.º | 10-10-2010 | Colegio San Alfonso    | Lima   | Nuevo Callao        | 6–2   | La Peña Sporting    |
| 2.º | 16-10-2010 | Miguel Grau            | Callao | Deportivo Municipal | 2–1   | Nuevo Callao        |
| 2.º | 16-10-2010 | Adelfo Magallanes      | Lima   | Pilsen Callao       | 0–4   | Cultural Géminis    |
| 2.º | 16-10-2010 | Municipal de La Molina | Lima   | La Peña Sporting    | 1–3   | Juventud Barranco   |
| 3.º | 20-10-2010 | Julio Lores Colán      | Huaral | La Peña Sporting    | 2–0   | Pilsen Callao       |
| 3.º | 20-10-2010 | Julio Lores Colán      | Huaral | Nuevo Callao        | 1–2   | Cultural Géminis    |
| 3.º | 20-10-2010 | Julio Lores Colán      | Huaral | Juventud Barranco   | 0–0   | Deportivo Municipal |
| 4.º | 24-10-2010 | La Balanza             | Lima   | Cultural Géminis    | 1–0   | Juventud Barranco   |
| 4.º | 24-10-2010 | Miguel Grau            | Callao | Deportivo Municipal | 2–2   | La Peña Sporting    |
| 4.º | 24-10-2010 | Colegio San Alfonso    | Lima   | Nuevo Callao        | 8–3   | Pilsen Callao       |
| 5.º | 30-10-2010 | La Unión (Barranco)    | Lima   | Pilsen Callao       | 0–7   | Deportivo Municipal |
| 5.º | 30-10-2010 | La Balanza             | Lima   | La Peña Sporting    | 0–2   | Cultural Géminis    |
| 5.º | 31-10-2010 | Segundo Aranda Torres  | Huacho | Juventud Barranco   | 1–1   | Nuevo Callao        |

| Equipo              | PJ | PG | PE | PP | GF | GC | DG  | Pts |
| ------------------- | -- | -- | -- | -- | -- | -- | --- | --- |
| Cultural Géminis    | 5  | 4  | 1  | 0  | 9  | 1  | +8  | 13  |
| Juventud Barranco   | 5  | 2  | 2  | 1  | 7  | 4  | +3  | 8   |
| Deportivo Municipal | 5  | 2  | 3  | 0  | 11 | 3  | +8  | 7   |
| Nuevo Callao        | 5  | 2  | 1  | 2  | 17 | 10 | +7  | 7   |
| La Peña Sporting    | 5  | 1  | 1  | 3  | 7  | 13 | -6  | 4   |
| Pilsen Callao       | 5  | 0  | 0  | 5  | 4  | 24 | -20 | 0   |

1. ↑  La Cámara de Conciliación y Disputas le restó dos puntos a Deportivo Municipal, situación que fue ratificada por la Comisión de Justicia de la FPF (El fallo es inapelable).

### Región V
| Departamento | Club                | Ciudad         |
| ------------ | ------------------- | -------------- |
| Huánuco      | Alianza Universidad | Huánuco        |
| Huánuco      | Bella Durmiente     | Tingo María    |
| Junín        | ADT                 | Tarma          |
| Junín        | Sport Dos de Mayo   | Tarma          |
| Pasco        | Sport Ticlacayán    | Ticlacayán     |
| Pasco        | Unión Minas         | Cerro de Pasco |

#### Grupo A
| Equipo              | PJ | PG | PE | PP | GF | GC | DG | Pts |
| ------------------- | -- | -- | -- | -- | -- | -- | -- | --- |
| ADT                 | 4  | 3  | 0  | 1  | 5  | 3  | +2 | 9   |
| Alianza Universidad | 4  | 2  | 1  | 1  | 6  | 2  | +4 | 7   |
| Unión Minas         | 4  | 0  | 1  | 3  | 1  | 7  | -6 | 1   |

#### Grupo B
| Equipo           | PJ | PG | PE | PP | GF | GC | DG | Pts |
| ---------------- | -- | -- | -- | -- | -- | -- | -- | --- |
| Bella Durmiente  | 4  | 3  | 0  | 2  | 6  | 1  | +5 | 9   |
| Dos de Mayo      | 4  | 2  | 1  | 1  | 3  | 1  | +2 | 7   |
| Sport Ticlacayán | 4  | 0  | 1  | 3  | 0  | 7  | -7 | 1   |

#### Final regional
|     | Resultado |                 |
| --- | --------- | --------------- |
| ADT | 2-1       | Bella Durmiente |

### Región VI
| Departamento | Club                      | Ciudad       |
| ------------ | ------------------------- | ------------ |
| Ayacucho     | Froebel Deportes          | Ayacucho     |
| Ayacucho     | Deportivo Municipal       | Tambo        |
| Huancavelica | Santa Rosa PNP            | Huancavelica |
| Huancavelica | Unión Deportivo Ascensión | Ascensión    |
| Ica          | Joe Gutiérrez             | Pisco        |
| Ica          | Sport Victoria            | Ica          |

#### Grupo A
| Equipo                    | PJ | PG | PE | PP | GF | GC | DG | Pts |
| ------------------------- | -- | -- | -- | -- | -- | -- | -- | --- |
| Joe Gutiérrez             | 4  | 2  | 2  | 0  | 11 | 5  | +6 | 8   |
| Unión Deportivo Ascensión | 3  | 1  | 1  | 1  | 4  | 7  | -3 | 4   |
| Froebel Deportes          | 3  | 0  | 1  | 2  | 2  | 5  | -3 | 1   |

##### Fixture - Grupo A
|              |                       |                  |           |                  |
| Ciudad       | Estadio               | Local            | Resultado | Visita           |
| Huanta       | Manuel E.Molina R.    | Froebel deportes | 1 – 1     | Joe Gutiérrez    |
| Humay        | Municipal de Bernales | Joe Gutiérrez    | 6 – 2     | UDA              |
| Huancavelica | IPD de Huancavelica   | UDA              | 1 – 0     | Froebel deportes |
| Humay        | Municipal de Bernales | Joe Gutiérrez    | 3 – 1     | Froebel deportes |
| Huancavelica | IPD de Huancavelica   | UDA              | 1 – 1     | Joe Gutiérrez    |
| Huanta       | Manuel E. Molina R.   | Froebel deportes | -         | UDA              |

#### Grupo B
| Equipo              | PJ | PG | PE | PP | GF | GC | DG  | Pts |
| ------------------- | -- | -- | -- | -- | -- | -- | --- | --- |
| Sport Victoria      | 4  | 4  | 0  | 0  | 11 | 1  | +10 | 12  |
| Santa Rosa          | 4  | 1  | 1  | 2  | 3  | 6  | -3  | 4   |
| Deportivo Municipal | 4  | 0  | 1  | 3  | 1  | 8  | -7  | 1   |

##### Fixture - Grupo B
|              |                     |                     |           |                     |
| Ciudad       | Estadio             | Local               | Resultado | Visita              |
| Huancavelica | IPD Huancavelica.   | Santa Rosa          | 1 – 0     | Deportivo municipal |
| Ayacucho     | Ciudad de Cumana    | Deportivo municipal | 0 - 1     | Sport Victoria      |
| Ica          | Picasso Peratta     | Sport Victoria      | 3 – 0     | Santa Rosa          |
| Ayacucho     | Ciudad de Cumana    | Deportivo municipal | 1 – 1     | Santa Rosa          |
| Ica          | Picasso Peratta     | Sport Victoria      | 5 – 0     | Deportivo municipal |
| Huancavelica | IPD de Huancavelica | Santa Rosa          | 1 - 2     | Sport Victoria      |

#### Final regional
| Local ida     | Resultado global | Local vuelta   | Ida | Vuelta |
| ------------- | ---------------- | -------------- | --- | ------ |
| Joe Gutiérrez | 1-4              | Sport Victoria | 1-0 | 0-4    |

### Región VII
| Departamento | Club                 | Ciudad              |
| ------------ | -------------------- | ------------------- |
| Arequipa     | FBC Aurora           | Arequipa            |
| Arequipa     | Sportivo Huracán     | Arequipa            |
| Moquegua     | Atlético Huracán     | Moquegua            |
| Moquegua     | San Lino             | Omate               |
| Tacna        | Unión Alfonso Ugarte | Gregorio Albarracín |
| Tacna        | Unión Mirave         | Ilabaya             |

#### Grupo A
| Equipo               | PJ | PG | PE | PP | GF | GC | DG | Pts |
| -------------------- | -- | -- | -- | -- | -- | -- | -- | --- |
| FBC Aurora           | 4  | 4  | 0  | 0  | 7  | 0  | +7 | 12  |
| Unión Alfonso Ugarte | 4  | 1  | 1  | 2  | 6  | 8  | -2 | 4   |
| Atlético Huracán     | 4  | 0  | 1  | 3  | 3  | 8  | -5 | 1   |

| \| Jor. \| Fecha \| Estadio \| Ciudad \| Local \| Score \| Visitante \| \| ---- \| ---------- \| --------------- \| -------- \| -------------------- \| ----- \| -------------------- \| \| 1.º \| 25-09-2010 \| 25 Noviembre \| Moquegua \| Atlético Huracán \| 1-1 \| Unión Alfonso Ugarte \| \| 2.º \| 29-09-2010 \| Mariano Melgar \| Arequipa \| FBC Aurora \| 1-0 \| Atlético Huracán \| \| 3.º \| 06-10-2010 \| Alto La Alianza \| Tacna \| Unión Alfonso Ugarte \| 5-2 \| Atlético Huracán \| \| 4.º \| 09-10-2010 \| 25 de Noviembre \| Moquegua \| Atlético Huracán \| 0-1 \| FBC Aurora \| \| 5.º \| 13-10-2010 \| Jorge Basadre \| Tacna \| Unión Alfonso Ugarte \| 0-2 \| FBC Aurora \| \| 6.º \| 16-10-2010 \| Mariano Melgar \| Arequipa \| FBC Aurora \| 3-0 \| Unión Alfonso Ugarte \| |            |                 |          |                      |       |                      |
| Jor. | Fecha      | Estadio         | Ciudad   | Local                | Score | Visitante            |
| 1.º | 25-09-2010 | 25 Noviembre    | Moquegua | Atlético Huracán     | 1-1   | Unión Alfonso Ugarte |
| 2.º | 29-09-2010 | Mariano Melgar  | Arequipa | FBC Aurora           | 1-0   | Atlético Huracán     |
| 3.º | 06-10-2010 | Alto La Alianza | Tacna    | Unión Alfonso Ugarte | 5-2   | Atlético Huracán     |
| 4.º | 09-10-2010 | 25 de Noviembre | Moquegua | Atlético Huracán     | 0-1   | FBC Aurora           |
| 5.º | 13-10-2010 | Jorge Basadre   | Tacna    | Unión Alfonso Ugarte | 0-2   | FBC Aurora           |
| 6.º | 16-10-2010 | Mariano Melgar  | Arequipa | FBC Aurora           | 3-0   | Unión Alfonso Ugarte |

#### Grupo B
| Equipo           | PJ | PG | PE | PP | GF | GC | DG  | Pts |
| ---------------- | -- | -- | -- | -- | -- | -- | --- | --- |
| Sportivo Huracán | 4  | 3  | 1  | 0  | 13 | 2  | +11 | 10  |
| Unión Mirave     | 4  | 1  | 2  | 1  | 7  | 5  | +2  | 5   |
| San Lino         | 4  | 0  | 1  | 3  | 2  | 15 | -13 | 1   |

| \| Jor. \| Fecha \| Estadio \| Ciudad \| Local \| Score \| Visitante \| \| ---- \| ---------- \| ------------------ \| -------- \| ---------------- \| ----- \| ---------------- \| \| 1.º \| 25-09-2010 \| Mariano Melgar \| Arequipa \| Sportivo Huracán \| 3-0 \| Unión Mirave \| \| 2.º \| 29-09-2010 \| Municipal de Omate \| Omate \| San Lino \| 1-2 \| Sportivo Huracán \| \| 3.º \| 06-10-2010 \| Alto La Alianza \| Tacna \| Unión Mirave \| 1-1 \| Sportivo Huracán \| \| 4.º \| 09-10-2010 \| Mariano Melgar \| Arequipa \| Sportivo Huracán \| 7-1 \| San Lino \| \| 5.º \| 13-10-2010 \| Municipal de Omate \| Omate \| San Lino \| 1-1 \| Unión Mirave \| \| 6.º \| 16-10-2010 \| Jorge Basadre \| Tacna \| Unión Mirave \| 5-0 \| San Lino \| |            |                    |          |                  |       |                  |
| Jor. | Fecha      | Estadio            | Ciudad   | Local            | Score | Visitante        |
| 1.º | 25-09-2010 | Mariano Melgar     | Arequipa | Sportivo Huracán | 3-0   | Unión Mirave     |
| 2.º | 29-09-2010 | Municipal de Omate | Omate    | San Lino         | 1-2   | Sportivo Huracán |
| 3.º | 06-10-2010 | Alto La Alianza    | Tacna    | Unión Mirave     | 1-1   | Sportivo Huracán |
| 4.º | 09-10-2010 | Mariano Melgar     | Arequipa | Sportivo Huracán | 7-1   | San Lino         |
| 5.º | 13-10-2010 | Municipal de Omate | Omate    | San Lino         | 1-1   | Unión Mirave     |
| 6.º | 16-10-2010 | Jorge Basadre      | Tacna    | Unión Mirave     | 5-0   | San Lino         |

#### Semifinales
| Local ida        | Resultado global | Local vuelta         | Ida | Vuelta |
| ---------------- | ---------------- | -------------------- | --- | ------ |
| Sportivo Huracán | 3–1              | Unión Alfonso Ugarte | 1-1 | 2-0    |
| Unión Mirave     | 0–4              | FBC Aurora           | 0-2 | 0-2    |

| \| Jor. \| Fecha \| Estadio \| Ciudad \| Local \| Score \| Visitante \| \| ---- \| ---------- \| -------------- \| -------- \| -------------------- \| ----- \| -------------------- \| \| A-1 \| 23-10-2010 \| Mariano Melgar \| Arequipa \| Sportivo Huracán \| 1-1 \| Unión Alfonso Ugarte \| \| A-1 \| 31-10-2010 \| Jorge Basadre \| Tacna \| Unión Alfonso Ugarte \| 0-2 \| Sportivo Huracán \| |            |                |          |                      |       |                      |
| Jor. | Fecha      | Estadio        | Ciudad   | Local                | Score | Visitante            |
| A-1 | 23-10-2010 | Mariano Melgar | Arequipa | Sportivo Huracán     | 1-1   | Unión Alfonso Ugarte |
| A-1 | 31-10-2010 | Jorge Basadre  | Tacna    | Unión Alfonso Ugarte | 0-2   | Sportivo Huracán     |

| \| Jor. \| Fecha \| Estadio \| Ciudad \| Local \| Score \| Visitante \| \| ---- \| ---------- \| --------------- \| -------- \| ------------ \| ----- \| ------------ \| \| A-2 \| 24-10-2010 \| Jorge Basadre \| Tacna \| Unión Mirave \| 0-2 \| FBC Aurora \| \| A-2 \| 30-10-2010 \| Monumental UNSA \| Arequipa \| FBC Aurora \| 2-0 \| Unión Mirave \| |            |                 |          |              |       |              |
| Jor. | Fecha      | Estadio         | Ciudad   | Local        | Score | Visitante    |
| A-2 | 24-10-2010 | Jorge Basadre   | Tacna    | Unión Mirave | 0-2   | FBC Aurora   |
| A-2 | 30-10-2010 | Monumental UNSA | Arequipa | FBC Aurora   | 2-0   | Unión Mirave |

#### Final regional
|                  | Resultado |            |
| ---------------- | --------- | ---------- |
| Sportivo Huracán | 1-0       | Aurora FBC |

| \| Jor. \| Fecha \| Estadio \| Ciudad \| Local \| Score \| Visitante \| \| ----- \| ---------- \| -------------- \| -------- \| ---------------- \| ----- \| ---------- \| \| Final \| 03-11-2010 \| Mariano Melgar \| Arequipa \| Sportivo Huracán \| 1-0 \| FBC Aurora \| |            |                |          |                  |       |            |
| Jor. | Fecha      | Estadio        | Ciudad   | Local            | Score | Visitante  |
| Final | 03-11-2010 | Mariano Melgar | Arequipa | Sportivo Huracán | 1-0   | FBC Aurora |

### Región VIII
| Departamento  | Club                | Ciudad           |
| ------------- | ------------------- | ---------------- |
| Apurímac      | Cultural Santa Rosa | Andahuaylas      |
| Apurímac      | José María Arguedas | Andahuaylas      |
| Cusco         | Humberto Luna       | Calca            |
| Cusco         | Real Garcilaso      | Cusco            |
| Madre de Dios | Juventud La Joya    | Puerto Maldonado |
| Madre de Dios | Minsa FBC           | Puerto Maldonado |
| Puno          | Alianza Unicachi    | Yunguyo          |
| Puno          | Unión Fuerza Minera | Putina           |

#### Grupo A
| Equipo              | PJ | PG | PE | PP | GF | GC | DG  | Pts |
| ------------------- | -- | -- | -- | -- | -- | -- | --- | --- |
| Alianza Unicachi    | 6  | 4  | 1  | 1  | 12 | 3  | +9  | 13  |
| Cultural Santa Rosa | 6  | 3  | 2  | 1  | 15 | 6  | +9  | 11  |
| Humberto Luna       | 6  | 3  | 1  | 2  | 7  | 6  | +1  | 10  |
| Juventud La Joya    | 6  | 0  | 0  | 6  | 0  | 19 | -19 | -6  |

#### Grupo B
| Equipo              | PJ | PG | PE | PP | GF | GC | DG  | Pts |
| ------------------- | -- | -- | -- | -- | -- | -- | --- | --- |
| José María Arguedas | 6  | 4  | 0  | 2  | 14 | 7  | +7  | 12  |
| Real Garcilaso      | 6  | 4  | 0  | 2  | 10 | 7  | +3  | 12  |
| Unión Fuerza Minera | 6  | 3  | 0  | 3  | 12 | 11 | +1  | 9   |
| Minsa FBC           | 6  | 1  | 0  | 5  | 5  | 16 | -11 | 3   |

Partido extra
|                     | Resultado |                |
| ------------------- | --------- | -------------- |
| José María Arguedas | 1–1       | Real Garcilaso |

- Clasificó el Real Garcilaso al quedarse su rival con 6 jugadores.

#### Final regional
|                  | Resultado |                |
| ---------------- | --------- | -------------- |
| Alianza Unicachi | 4-3       | Real Garcilaso |

## Etapa Nacional
Se inició el 6 de noviembre con dos equipos clasificados por cada región.

### Cuadro
|  | Octavos de final         | Octavos de final         | Octavos de final         |                     |   | Cuartos de final          | Cuartos de final          | Cuartos de final          |  |  | Semifinales              | Semifinales              | Semifinales              |  |  | Final                | Final                | Final                |
|  | del 6 al 14 de noviembre | del 6 al 14 de noviembre | del 6 al 14 de noviembre |                     |   | del 21 al 28 de noviembre | del 21 al 28 de noviembre | del 21 al 28 de noviembre |  |  | del 8 al 12 de diciembre | del 8 al 12 de diciembre | del 8 al 12 de diciembre |  |  | 15 y 19 de diciembre | 15 y 19 de diciembre | 15 y 19 de diciembre |
|  |                          |                          |                          |                     |   |                           |                           |                           |  |  |                          |                          |                          |  |  |                      |                      |                      |
|  |                          |                          |                          |                     |   |                           |                           |                           |  |  |                          |                          |                          |  |  |                      |                      |                      |
|  |                          |                          |                          |                     |   |                           |                           |                           |  |  |                          |                          |                          |  |  |                      |                      |                      |
|  | Atlético Grau            | 0                        | 4                        |                     |   |                           |                           |                           |  |  |                          |                          |                          |  |  |                      |                      |                      |
|  | Atlético Grau            | 0                        | 4                        |                     |   |                           |                           |                           |  |  |                          |                          |                          |  |  |                      |                      |                      |
|  | Comerciantes Unidos (v)  | 3                        | 1                        |                     |   |                           |                           |                           |  |  |                          |                          |                          |  |  |                      |                      |                      |
|  | Comerciantes Unidos (v)  | 3                        | 1                        | Comerciantes Unidos | 0 | 3                         |                           |                           |  |  |                          |                          |                          |  |  |                      |                      |                      |
|  |                          |                          |                          |                     | 0 | 3                         |                           |                           |  |  |                          |                          |                          |  |  |                      |                      |                      |
|  |                          | Unión Comercio (v)       | 2                        | 1                   |   |                           |                           |                           |  |  |                          |                          |                          |  |  |                      |                      |                      |
|  | Unión Comercio (p)       | Unión Comercio (v)       | 2                        | 1                   | 0 | 2 (3)                     |                           |                           |  |  |                          |                          |                          |  |  |                      |                      |                      |
|  | Unión Comercio (p)       |                          |                          |                     | 0 | 2 (3)                     |                           |                           |  |  |                          |                          |                          |  |  |                      |                      |                      |
|  | Defensor San José        | 2                        | 0 (1)                    |                     |   |                           |                           |                           |  |  |                          |                          |                          |  |  |                      |                      |                      |
|  | Defensor San José        | 2                        | 0 (1)                    | Deportivo Hospital  | 0 | 1                         |                           |                           |  |  |                          |                          |                          |  |  |                      |                      |                      |
|  |                          |                          |                          |                     | 0 | 1                         |                           |                           |  |  |                          |                          |                          |  |  |                      |                      |                      |
|  |                          | Unión Comercio           | 2                        | 4                   |   |                           |                           |                           |  |  |                          |                          |                          |  |  |                      |                      |                      |
|  | Atlético Pucallpa        | Unión Comercio           | 2                        | 4                   | 1 | 3                         |                           |                           |  |  |                          |                          |                          |  |  |                      |                      |                      |
|  | Atlético Pucallpa        |                          |                          |                     | 1 | 3                         |                           |                           |  |  |                          |                          |                          |  |  |                      |                      |                      |
|  | Juventud Barranco        | 2                        | 1                        |                     |   |                           |                           |                           |  |  |                          |                          |                          |  |  |                      |                      |                      |
|  | Juventud Barranco        | 2                        | 1                        | Deportivo Hospital  | 1 | 2                         |                           |                           |  |  |                          |                          |                          |  |  |                      |                      |                      |
|  |                          |                          |                          |                     | 1 | 2                         |                           |                           |  |  |                          |                          |                          |  |  |                      |                      |                      |
|  |                          | Atlético Pucallpa        | 0                        | 1                   |   |                           |                           |                           |  |  |                          |                          |                          |  |  |                      |                      |                      |
|  | Deportivo Hospital       | Atlético Pucallpa        | 0                        | 1                   | 0 | 4                         |                           |                           |  |  |                          |                          |                          |  |  |                      |                      |                      |
|  | Deportivo Hospital       |                          |                          |                     | 0 | 4                         |                           |                           |  |  |                          |                          |                          |  |  |                      |                      |                      |
|  | Cultural Géminis         | 2                        | 1                        |                     |   |                           |                           |                           |  |  |                          |                          |                          |  |  |                      |                      |                      |
|  | Cultural Géminis         | 2                        | 1                        | Alianza Unicachi    | 0 | 4                         |                           |                           |  |  |                          |                          |                          |  |  |                      |                      |                      |
|  |                          |                          |                          |                     | 0 | 4                         |                           |                           |  |  |                          |                          |                          |  |  |                      |                      |                      |
|  |                          | Unión Comercio (v)       | 2                        | 2                   |   |                           |                           |                           |  |  |                          |                          |                          |  |  |                      |                      |                      |
|  | Joe Gutiérrez            | Unión Comercio (v)       | 2                        | 2                   | 1 | 1                         |                           |                           |  |  |                          |                          |                          |  |  |                      |                      |                      |
|  | Joe Gutiérrez            |                          |                          |                     | 1 | 1                         |                           |                           |  |  |                          |                          |                          |  |  |                      |                      |                      |
|  | ADT                      | 4                        | 2                        |                     |   |                           |                           |                           |  |  |                          |                          |                          |  |  |                      |                      |                      |
|  | ADT                      | 4                        | 2                        | Sport Victoria      | 0 | 0                         |                           |                           |  |  |                          |                          |                          |  |  |                      |                      |                      |
|  |                          |                          |                          |                     | 0 | 0                         |                           |                           |  |  |                          |                          |                          |  |  |                      |                      |                      |
|  |                          | ADT                      | 4                        | 0                   |   |                           |                           |                           |  |  |                          |                          |                          |  |  |                      |                      |                      |
|  | Sport Victoria (v)       | ADT                      | 4                        | 0                   | 1 | 1                         |                           |                           |  |  |                          |                          |                          |  |  |                      |                      |                      |
|  | Sport Victoria (v)       |                          |                          |                     | 1 | 1                         |                           |                           |  |  |                          |                          |                          |  |  |                      |                      |                      |
|  | Bella Durmiente          | 2                        | 0                        |                     |   |                           |                           |                           |  |  |                          |                          |                          |  |  |                      |                      |                      |
|  | Bella Durmiente          | 2                        | 0                        | ADT                 | 0 | 2                         |                           |                           |  |  |                          |                          |                          |  |  |                      |                      |                      |
|  |                          |                          |                          |                     | 0 | 2                         |                           |                           |  |  |                          |                          |                          |  |  |                      |                      |                      |
|  |                          | Alianza Unicachi         | 3                        | 0                   |   |                           |                           |                           |  |  |                          |                          |                          |  |  |                      |                      |                      |
|  | Sportivo Huracán         | Alianza Unicachi         | 3                        | 0                   | 3 | 4                         |                           |                           |  |  |                          |                          |                          |  |  |                      |                      |                      |
|  | Sportivo Huracán         |                          |                          |                     | 3 | 4                         |                           |                           |  |  |                          |                          |                          |  |  |                      |                      |                      |
|  | Real Garcilaso           | 4                        | 1                        |                     |   |                           |                           |                           |  |  |                          |                          |                          |  |  |                      |                      |                      |
|  | Real Garcilaso           | 4                        | 1                        | Alianza Unicachi    | 2 | 4                         |                           |                           |  |  |                          |                          |                          |  |  |                      |                      |                      |
|  |                          |                          |                          |                     | 2 | 4                         |                           |                           |  |  |                          |                          |                          |  |  |                      |                      |                      |
|  |                          | Sportivo Huracán         | 0                        | 1                   |   |                           |                           |                           |  |  |                          |                          |                          |  |  |                      |                      |                      |
|  | Alianza Unicachi         | Sportivo Huracán         | 0                        | 1                   | 4 | 1                         |                           |                           |  |  |                          |                          |                          |  |  |                      |                      |                      |
|  | Alianza Unicachi         |                          |                          |                     | 4 | 1                         |                           |                           |  |  |                          |                          |                          |  |  |                      |                      |                      |
|  | FBC Aurora               | 0                        | 4                        |                     |   |                           |                           |                           |  |  |                          |                          |                          |  |  |                      |                      |                      |

- Nota: En cada llave, el equipo ubicado en la primera línea es el que ejerce la localía en el partido de vuelta.

### Octavos de final
| 7 de noviembre de 2010 | Comerciantes Unidos           | 3:0 (2:0) | Atlético Grau | Estadio Juan Maldonado Gamarra, Cutervo |                         |
|                        | Henry Urrunaga 2' 27' (p) 60' |           |               | Árbitro(s): Percy Rojas                 | Árbitro(s): Percy Rojas |

| 14 de noviembre de 2010 | Atlético Grau                                                       | 4:1 (2:1) | Comerciantes Unidos | Estadio Miguel Grau, Piura |                           |
|                         | Andy Barrueto 30' · Jhonny Olórtegui 45+2' 50' · Danny Kong 76' (p) |           | Henry Urrunaga 3'   | Árbitro(s): Julio Álvarez  | Árbitro(s): Julio Álvarez |

| 7 de noviembre de 2010 | Defensor San José                   | 2:0 (1:0) | Unión Comercio | Estadio Mariscal Cáceres, Tumbes |                             |
|                        | Edwin Palma 28' · Carlos García 48' |           |                | Árbitro(s): Fredy Arellanos      | Árbitro(s): Fredy Arellanos |

| 14 de noviembre de 2010 | Unión Comercio      | 2:0 (0:0) | Defensor San José | Estadio del IPD, Moyobamba  |                             |
|                         | Luis Laguna 46' 81' |           |                   | Árbitro(s): Yovanni Quevedo | Árbitro(s): Yovanni Quevedo |

| Definición por penales |         |     |         |               |
| Jefferson Moscoso      | Anotado | 1:1 | Anotado | Erik Silva    |
| Cristhian Valenzuela   | Anotado | 2:1 |         | Gino Valle    |
| Luis Laguna            | Anotado | 3:1 |         | Gary Silva    |
|                        |         | 3:1 |         | Raúl Kamahara |
|                        |         |     |         |               |

| 7 de noviembre de 2010 | Juventud Barranco                        | 2:1 (1:1) | Atlético Pucallpa   | Estadio Segundo Aranda Torres, Huacho |                            |
|                        | José Yances 36' (p) · Walter Sáenz 90+3' |           | Jhonny Oliveira 42' | Árbitro(s): Alberto Lozano            | Árbitro(s): Alberto Lozano |

| 14 de noviembre de 2010 | Atlético Pucallpa                            | 3:1 (2:0) | Juventud Barranco     | Estadio Aliardo Soria, Pucallpa |                               |
|                         | Jhoys Nogueira 23' · Einsten Padilla 45' 69' |           | Genebrardo Arenas 80' | Árbitro(s): Miguel Magallanes   | Árbitro(s): Miguel Magallanes |

| 7 de noviembre de 2010 | Cultural Géminis                   | 2:0 (0:0) | Deportivo Hospital | Estadio Miguel Grau, Callao |                            |
|                        | Paul Reyes 84' · William Morán 88' |           |                    | Árbitro(s): Luis Seminario  | Árbitro(s): Luis Seminario |

| 13 de noviembre de 2010 | Deportivo Hospital                                                 | 4:1 (2:0) | Cultural Géminis | Estadio Aliardo Soria, Pucallpa |                        |
|                         | Jimmy Figueredo 20' 40' · Amador Monteverde 50' · Roy Lazo 77' (p) |           | José Jallime 82' | Árbitro(s): Diego Haro          | Árbitro(s): Diego Haro |

| 7 de noviembre de 2010 | ADT                                                                 | 4:1 (1:1) | Joe Gutiérrez        | Estadio Unión Tarma, Tarma |                           |
|                        | Édgar Palma 34' (p) 90+1' · Javier Espejo 66' · Juan Cahuas 86' (p) |           | Marlon Maza 38' (ag) | Árbitro(s): Julio Álvarez  | Árbitro(s): Julio Álvarez |

| 14 de noviembre de 2010 | Joe Gutiérrez        | 1:2 (0:0) | ADT                                    | Estadio Municipal de Grocio Prado, Chincha |                              |
|                         | Cristian Revatta 50' |           | Juan Cahuas 70' · Pablo Valdiviezo 78' | Árbitro(s): Fernando Legario               | Árbitro(s): Fernando Legario |

| 7 de noviembre de 2010 | Bella Durmiente                      | 2:1 (2:0) | Sport Victoria          | Estadio del IPD, Tingo María |                           |
|                        | Willington Ávila 1' · Fredy Ríos 32' |           | Alcides Santa María 78' | Árbitro(s): Robert Rafael    | Árbitro(s): Robert Rafael |

| 14 de noviembre de 2010 | Sport Victoria        | 1:0 (1:0) | Bella Durmiente | Estadio José Picasso Peratta, Ica |                           |
|                         | Carlos Caraza 42' (p) |           |                 | Árbitro(s): Federico Sosa         | Árbitro(s): Federico Sosa |

| 7 de noviembre de 2010 | Real Garcilaso                                                                        | 4:3 (3:1) | Sportivo Huracán                             | Estadio Inca Garcilaso de la Vega, Cusco |                        |
|                        | César Flores 25' · Moisés Condori 30' · Miguel Vinces 31' · Jhuosephz Padilla 84' (p) |           | Gustavo Begazo 20' 53' · Michael Pasquel 49' | Árbitro(s): Luis Garay                   | Árbitro(s): Luis Garay |

| 13 de noviembre de 2010 | Sportivo Huracán                                                 | 4:1 (3:1) | Real Garcilaso   | Estadio Mariano Melgar, Arequipa |                                  |
|                         | Gustavo Begazo 11' 18' · Éder Fernández 13' · Carlos Yucra 90+1' |           | César Flores 42' | Árbitro(s): Alejandro Villanueva | Árbitro(s): Alejandro Villanueva |

| 6 de noviembre de 2010 | FBC Aurora | 0:4 (0:1) | Alianza Unicachi                                              | Estadio Mariano Melgar, Arequipa |                        |
|                        |            |           | Brian Belline 40' · César Zambrano 63' · Carlos Ramos 74' 90' | Árbitro(s): Diego Haro           | Árbitro(s): Diego Haro |

| 14 de noviembre de 2010 | Alianza Unicachi | 1:4 (1:2) | FBC Aurora                                       | Estadio Guillermo Briceño, Juliaca |                             |
|                         | Brian Belline 1' |           | A. Monserrate 20' 40' 70' · Davidson Cordero 39' | Árbitro(s): Carlos Espichán        | Árbitro(s): Carlos Espichán |

### Cuartos de final
| 21 de noviembre de 2010 | Unión Comercio                         | 2:0 (1:0) | Comerciantes Unidos | Estadio del IPD, Moyobamba    |                               |
|                         | Martín Dall'orso 27' · Frank Áivar 68' |           |                     | Árbitro(s): Miguel Santiváñez | Árbitro(s): Miguel Santiváñez |

| 28 de noviembre de 2010 | Comerciantes Unidos                    | 3:1 (0:1) | Unión Comercio  | Estadio Juan Maldonado Gamarra, Cutervo |                               |
|                         | Ángel Arana 50' 89' · Bremen Horna 54' |           | Ronal Céliz 28' | Árbitro(s): Miguel Magallanes           | Árbitro(s): Miguel Magallanes |

| 21 de noviembre de 2010 | Atlético Pucallpa | 0:1 (0:0) | Deportivo Hospital     | Estadio Aliardo Soria, Pucallpa |                           |
|                         |                   |           | Segundo Del Águila 65' | Árbitro(s): Federico Sosa       | Árbitro(s): Federico Sosa |

| 28 de noviembre de 2010 | Deportivo Hospital                           | 2:1 (1:0) | Atlético Pucallpa | Estadio Aliardo Soria, Pucallpa |                              |
|                         | Segundo Del Águila 36' · Réder Izquierdo 84' |           | Mario Rolando 78' | Árbitro(s): Albert Caballero    | Árbitro(s): Albert Caballero |

| 21 de noviembre de 2010 | ADT                                                         | 4:0 (3:0) | Sport Victoria | Estadio Unión Tarma, Tarma |                            |
|                         | Édgar Palma 26' 42' · Juan Cahuas 45+2' · Javier Espejo 50' |           |                | Árbitro(s): Alberto Lozano | Árbitro(s): Alberto Lozano |

| 28 de noviembre de 2010                                                           | Sport Victoria | 0:0 | ADT | Estadio José Picasso Peratta, Ica |  |
|                                                                                   |                |     |     | Árbitro(s): Jesús Vásquez         |  |
| • El partido fue suspendido al minuto 20' por agresión al árbitro. No se reanudó. |                |     |     |                                   |  |

| 20 de noviembre de 2010 | Sportivo Huracán | 0:2 (0:1) | Alianza Unicachi                      | Estadio Mariano Melgar, Arequipa |                           |
|                         |                  |           | Brian Belline 31' · Joseph Campos 71' | Árbitro(s): Roberto Mauro        | Árbitro(s): Roberto Mauro |

| 28 de noviembre de 2010 | Alianza Unicachi                                                | 4:1 (1:0) | Sportivo Huracán   | Estadio Guillermo Briceño, Juliaca |                             |
|                         | Brian Belline 23' · Joseph Campos 57' 77' · Víctor Yllescas 80' |           | Éder Fernández 84' | Árbitro(s): Fredy Arellanos        | Árbitro(s): Fredy Arellanos |

### Semifinales
| 8 de diciembre de 2010 | Unión Comercio                   | 2:0 (0:0) | Deportivo Hospital | Estadio del IPD, Moyobamba |                         |
|                        | Ronal Céliz 52' · Juan Paico 79' |           |                    | Árbitro(s): Percy Rojas    | Árbitro(s): Percy Rojas |

| 12 de diciembre de 2010 | Deportivo Hospital    | 1:4 (0:1) | Unión Comercio                                 | Estadio Aliardo Soria, Pucallpa |                            |
|                         | Amador Monteverde 83' |           | Martín Dall'orso 44' 72' 80' · Ronal Céliz 68' | Árbitro(s): Henry Gambetta      | Árbitro(s): Henry Gambetta |

| 8 de diciembre de 2010 | Alianza Unicachi                                         | 3:0 (1:0) | ADT | Estadio Guillermo Briceño, Juliaca |                            |
|                        | Eli Sánchez 21' · Brian Belline 67' · César Zambrano 78' |           |     | Árbitro(s): Henry Gambetta         | Árbitro(s): Henry Gambetta |

| 12 de diciembre de 2010 | ADT                                      | 2:0 (1:0) | Alianza Unicachi | Estadio Unión Tarma, Tarma |                            |
|                         | Javier Espejo 1' · Juan Cahuas 90+5' (p) |           |                  | Árbitro(s): Héctor Pacheco | Árbitro(s): Héctor Pacheco |

### Final
| 15 de diciembre de 2010 | Unión Comercio                     | 2:0 (2:0) | Alianza Unicachi | Estadio Carlos Vidaurre García, Tarapoto |                         |
|                         | Ronal Céliz 9' · Jairo Talledo 42' |           |                  | Árbitro(s): Percy Rojas                  | Árbitro(s): Percy Rojas |

| 19 de diciembre de 2010 | Alianza Unicachi                                                             | 4:2 (2:2) | Unión Comercio                        | Estadio Guillermo Briceño, Juliaca |                                |
|                         | Carlos Ramos 17' · Mario Gonzáles 36' · Brian Belline 56' · Julio Melgar 74' |           | Jairo Talledo 13' · John Guerrero 29' | Árbitro(s): Víctor Hugo Rivera     | Árbitro(s): Víctor Hugo Rivera |

- Unión Comercio campeón por la regla del gol de visitante.

#### Ida
| 1          | POR        | Juan Pretel       |     |
| 13         | DEF        | Jorge Taboada     |     |
| 4          | DEF        | Walter Andrade    |     |
| 16         | DEF        | Álvaro Carrillo   |     |
| 17         | DEF        | Jairo Talledo     |     |
| 18         | MED        | Martin Dall'orso  |     |
| 8          | MED        | Frank Áivar       | 79' |
| 3          | MED        | Wilber Huaynacari |     |
| 12         | MED        | Miguel Trauco     | 74' |
| 7          | DEL        | Ronal Céliz       |     |
| 15         | DEL        | Luis Laguna       | 65' |
| Entrenador | Entrenador | Leonardo Morales  |     |

| 1          | POR        | Ángel Venegas    |     |
| 16         | DEF        | Jefferson Chang  |     |
| 4          | DEF        | Luis Noriega     |     |
| 33         | DEF        | Luis Helguera    |     |
| 12         | DEF        | Armando Gonzales |     |
| 6          | MED        | Erick Chávez     |     |
| 8          | MED        | Humberto Bolívar |     |
| 20         | MED        | Mario Gonzales   | 46' |
| 25         | MED        | Joseph Campos    |     |
| 10         | MED        | César Zambrano   | 88' |
| 19         | DEL        | Víctor Yllescas  | 68' |
| Entrenador | Entrenador | Gustavo Buena    |     |

| 9  | DEL | Christian Valenzuela | 65' |
| 21 | DEF | Jefferson Moscoso    | 74' |
| 19 | DEF | Juan Paico           | 79' |

| 11 | DEL | Carlos Ramos      | 46' |
| 18 | DEL | Elí Sánchez       | 71' |
| 31 | DEF | Pedro Sanguinetti | 88' |

| Anotado | 9'  | Ronal Céliz   | 1-0 |
| Anotado | 42' | Jairo Talledo | 2-0 |

| Amonestado |  | Miguel Trauco |

| Amonestado |  | Mario Gonzales |
| Amonestado |  | César Zambrano |

| Expulsado | 54' | Erick Chávez |

| Árbitro             | Percy Rojas       |
| Árbitros asistentes | César Escano      |
| Árbitros asistentes | Luis Abadie       |
| Cuarto árbitro      | Miguel Santiváñez |

| 1          | POR        | Juan Pretel       |     |
| 13         | DEF        | Jorge Taboada     |     |
| 4          | DEF        | Walter Andrade    |     |
| 16         | DEF        | Álvaro Carrillo   |     |
| 17         | DEF        | Jairo Talledo     |     |
| 18         | MED        | Martin Dall'orso  |     |
| 8          | MED        | Frank Áivar       | 79' |
| 3          | MED        | Wilber Huaynacari |     |
| 12         | MED        | Miguel Trauco     | 74' |
| 7          | DEL        | Ronal Céliz       |     |
| 15         | DEL        | Luis Laguna       | 65' |
| Entrenador | Entrenador | Leonardo Morales  |     |

| 1          | POR        | Ángel Venegas    |     |
| 16         | DEF        | Jefferson Chang  |     |
| 4          | DEF        | Luis Noriega     |     |
| 33         | DEF        | Luis Helguera    |     |
| 12         | DEF        | Armando Gonzales |     |
| 6          | MED        | Erick Chávez     |     |
| 8          | MED        | Humberto Bolívar |     |
| 20         | MED        | Mario Gonzales   | 46' |
| 25         | MED        | Joseph Campos    |     |
| 10         | MED        | César Zambrano   | 88' |
| 19         | DEL        | Víctor Yllescas  | 68' |
| Entrenador | Entrenador | Gustavo Buena    |     |

| 9  | DEL | Christian Valenzuela | 65' |
| 21 | DEF | Jefferson Moscoso    | 74' |
| 19 | DEF | Juan Paico           | 79' |

| 11 | DEL | Carlos Ramos      | 46' |
| 18 | DEL | Elí Sánchez       | 71' |
| 31 | DEF | Pedro Sanguinetti | 88' |

| Anotado | 9'  | Ronal Céliz   | 1-0 |
| Anotado | 42' | Jairo Talledo | 2-0 |

| Amonestado |  | Miguel Trauco |

| Amonestado |  | Mario Gonzales |
| Amonestado |  | César Zambrano |

| Expulsado | 54' | Erick Chávez |

| Árbitro             | Percy Rojas       |
| Árbitros asistentes | César Escano      |
| Árbitros asistentes | Luis Abadie       |
| Cuarto árbitro      | Miguel Santiváñez |

#### Vuelta
| 1          | POR        | Ángel Venegas    |     |
| 16         | DEF        | Jefferson Chang  |     |
| 2          | DEF        | Luis Noriega     |     |
| 4          | DEF        | Diego Zeballos   | 46' |
| 12         | DEF        | Armando Gonzales |     |
| 8          | MED        | Humberto Bolívar |     |
| 20         | MED        | Mario Gonzales   |     |
| 10         | MED        | César Zambrano   |     |
| 11         | MED        | Carlos Ramos     | 58' |
| 18         | DEL        | Elí Sánchez      |     |
| 19         | DEL        | Víctor Yllescas  | 70' |
| Entrenador | Entrenador | Gustavo Buena    |     |

| 1          | POR        | Juan Pretel       |     |
| 13         | DEF        | Jorge Taboada     |     |
| 4          | DEF        | Walter Andrade    |     |
| 16         | DEF        | Álvaro Carrillo   |     |
| 17         | DEF        | Jairo Talledo     |     |
| 18         | MED        | Martin Dall'orso  | 62' |
| 8          | MED        | Frank Áivar       |     |
| 3          | MED        | Wilber Huaynacari |     |
| 19         | MED        | Juan Paico        |     |
| 15         | MED        | John Guerrero     | 46' |
| 7          | DEL        | Ronal Céliz       |     |
| Entrenador | Entrenador | Leonardo Morales  |     |

| 15 | DEL | Brian Belline     | 46' |
| 14 | MED | Julio Melgar      | 58' |
| 3  | DEF | Pedro Sanguinetti | 70' |

| 12 | MED | Miguel Trauco    | 46' |
| 5  | DEF | Giancarlos Motta | 62' |
| 14 | DEF | José Algarate    | 73' |

| Anotado | 17' | Carlos Ramos   | 1-1 |
| Anotado | 36' | Mario Gonzales | 2-2 |
| Anotado | 56' | Brian Belline  | 3-2 |
| Anotado | 74' | Julio Melgar   | 4-2 |

| Anotado | 13' | Jairo Talledo | 0-1 |
| Anotado | 29' | John Guerrero | 1-2 |

| Amonestado |  | Humberto Bolívar |
| Amonestado |  | Brian Belline    |

| Amonestado |  | Juan Pretel      |
| Amonestado |  | Jorge Taboada    |
| Amonestado |  | Martin Dall'orso |

| Expulsado | 45+1' | Juan Paico |

| Árbitro             | Víctor Hugo Rivera |
| Árbitros asistentes | Luis Ávila         |
| Árbitros asistentes | Jorge Hurtado      |
| Cuarto árbitro      | Roberto Mauro      |

| 1          | POR        | Ángel Venegas    |     |
| 16         | DEF        | Jefferson Chang  |     |
| 2          | DEF        | Luis Noriega     |     |
| 4          | DEF        | Diego Zeballos   | 46' |
| 12         | DEF        | Armando Gonzales |     |
| 8          | MED        | Humberto Bolívar |     |
| 20         | MED        | Mario Gonzales   |     |
| 10         | MED        | César Zambrano   |     |
| 11         | MED        | Carlos Ramos     | 58' |
| 18         | DEL        | Elí Sánchez      |     |
| 19         | DEL        | Víctor Yllescas  | 70' |
| Entrenador | Entrenador | Gustavo Buena    |     |

| 1          | POR        | Juan Pretel       |     |
| 13         | DEF        | Jorge Taboada     |     |
| 4          | DEF        | Walter Andrade    |     |
| 16         | DEF        | Álvaro Carrillo   |     |
| 17         | DEF        | Jairo Talledo     |     |
| 18         | MED        | Martin Dall'orso  | 62' |
| 8          | MED        | Frank Áivar       |     |
| 3          | MED        | Wilber Huaynacari |     |
| 19         | MED        | Juan Paico        |     |
| 15         | MED        | John Guerrero     | 46' |
| 7          | DEL        | Ronal Céliz       |     |
| Entrenador | Entrenador | Leonardo Morales  |     |

| 15 | DEL | Brian Belline     | 46' |
| 14 | MED | Julio Melgar      | 58' |
| 3  | DEF | Pedro Sanguinetti | 70' |

| 12 | MED | Miguel Trauco    | 46' |
| 5  | DEF | Giancarlos Motta | 62' |
| 14 | DEF | José Algarate    | 73' |

| Anotado | 17' | Carlos Ramos   | 1-1 |
| Anotado | 36' | Mario Gonzales | 2-2 |
| Anotado | 56' | Brian Belline  | 3-2 |
| Anotado | 74' | Julio Melgar   | 4-2 |

| Anotado | 13' | Jairo Talledo | 0-1 |
| Anotado | 29' | John Guerrero | 1-2 |

| Amonestado |  | Humberto Bolívar |
| Amonestado |  | Brian Belline    |

| Amonestado |  | Juan Pretel      |
| Amonestado |  | Jorge Taboada    |
| Amonestado |  | Martin Dall'orso |

| Expulsado | 45+1' | Juan Paico |

| Árbitro             | Víctor Hugo Rivera |
| Árbitros asistentes | Luis Ávila         |
| Árbitros asistentes | Jorge Hurtado      |
| Cuarto árbitro      | Roberto Mauro      |

|                           |
| Campeón                   |
| Unión Comercio 1.º título |

| Campaña Unión Comercio 2010       | Campaña Unión Comercio 2010 | Campaña Unión Comercio 2010 | Campaña Unión Comercio 2010 | Campaña Unión Comercio 2010 | Campaña Unión Comercio 2010 | Campaña Unión Comercio 2010 | Campaña Unión Comercio 2010 | Campaña Unión Comercio 2010 | Campaña Unión Comercio 2010 | Campaña Unión Comercio 2010 | Campaña Unión Comercio 2010 | Campaña Unión Comercio 2010 | Campaña Unión Comercio 2010 | Campaña Unión Comercio 2010 | Campaña Unión Comercio 2010 | Campaña Unión Comercio 2010 | Campaña Unión Comercio 2010 | Campaña Unión Comercio 2010 | Campaña Unión Comercio 2010 | Campaña Unión Comercio 2010 | Campaña Unión Comercio 2010 | Campaña Unión Comercio 2010 | Campaña Unión Comercio 2010 | Campaña Unión Comercio 2010 | Campaña Unión Comercio 2010 | Campaña Unión Comercio 2010 | Campaña Unión Comercio 2010 | Campaña Unión Comercio 2010 | Campaña Unión Comercio 2010 | Campaña Unión Comercio 2010 | Campaña Unión Comercio 2010 | Campaña Unión Comercio 2010 | Campaña Unión Comercio 2010 | Campaña Unión Comercio 2010 | Campaña Unión Comercio 2010 | Campaña Unión Comercio 2010 | Campaña Unión Comercio 2010 | Campaña Unión Comercio 2010 | Campaña Unión Comercio 2010 | Campaña Unión Comercio 2010 | Campaña Unión Comercio 2010 | Campaña Unión Comercio 2010 |
| --------------------------------- | --------------------------- | --------------------------- | --------------------------- | --------------------------- | --------------------------- | --------------------------- | --------------------------- | --------------------------- | --------------------------- | --------------------------- | --------------------------- | --------------------------- | --------------------------- | --------------------------- | --------------------------- | --------------------------- | --------------------------- | --------------------------- | --------------------------- | --------------------------- | --------------------------- | --------------------------- | --------------------------- | --------------------------- | --------------------------- | --------------------------- | --------------------------- | --------------------------- | --------------------------- | --------------------------- | --------------------------- | --------------------------- | --------------------------- | --------------------------- | --------------------------- | --------------------------- | --------------------------- | --------------------------- | --------------------------- | --------------------------- | --------------------------- | --------------------------- |
|                                   |                             |                             |                             |                             |                             |                             |                             |                             |                             |                             |                             |                             |                             |                             |                             |                             |                             |                             |                             |                             |                             |                             |                             |                             |                             |                             |                             |                             |                             |                             |                             |                             |                             |                             |                             |                             |                             |                             |                             |                             |                             |                             |
| Liga Distrital de Nueva Cajamarca |                             |                             |                             |                             |                             |                             |                             |                             |                             |                             |                             |                             |                             |                             |                             |                             |                             |                             |                             |                             |                             |                             |                             |                             |                             |                             |                             |                             |                             |                             |                             |                             |                             |                             |                             |                             |                             |                             |                             |                             |                             |                             |
| Provincial de Rioja               |                             |                             |                             |                             |                             |                             |                             |                             |                             |                             |                             |                             |                             |                             |                             |                             |                             |                             |                             |                             |                             |                             |                             |                             |                             |                             |                             |                             |                             |                             |                             |                             |                             |                             |                             |                             |                             |                             |                             |                             |                             |                             |
| Departamental de San Martín       |                             |                             |                             |                             |                             |                             |                             |                             |                             |                             |                             |                             |                             |                             |                             |                             |                             |                             |                             |                             |                             |                             |                             |                             |                             |                             |                             |                             |                             |                             |                             |                             |                             |                             |                             |                             |                             |                             |                             |                             |                             |                             |

| 18-07-2010                                  | Municipal              | Nueva Cajamarca | Unión Comercio      | 1-0       | Deportivo Ancohallo |
| 21-07-2010                                  | Municipal              | Nueva Cajamarca | Unión Comercio      | 0-0       | Deportivo San Juan  |
| 29-07-2010                                  | Municipal              | Lamas           | Deportivo Ancohallo | 0-1       | Unión Comercio      |
| 01-08-2010                                  | Municipal              | Nueva Cajamarca | Unión Comercio      | 1-1       | Deportivo San Juan  |
| 06-08-2010                                  | Inca Pachacútec        | Rioja           | Deportivo San Juan  | 0-1       | Unión Comercio      |
| 15-08-2010                                  | Gran Saposoa           | Saposoa         | Oriental Sporting   | 1-3       | Unión Comercio      |
| 22-08-2010                                  | Municipal              | Nueva Cajamarca | Unión Comercio      | 3-1       | Unión Picota        |
| 05-09-2010                                  | Municipal              | Nueva Cajamarca | Unión Comercio      | 4-0       | Oriental Sporting   |
| 05-09-2010                                  | IPD Moyobamba          | Moyobamba       | Atlético Belén      | 0-1       | Unión Comercio      |
| Etapa Regional: Region II                   |                        |                 |                     |           |                     |
| 25-09-2010                                  | Mansiche               | Trujillo        | Carlos A. Manucci   | 0-0       | Unión Comercio      |
| 30-09-2010                                  | Municipal              | Nueva Cajamarca | Unión Comercio      | 2-1       | Deportivo Volante   |
| 10-10-2010                                  | Municipal de Cátac     | Cátac           | Juventud Santa Rosa | 1-3       | Unión Comercio      |
| 17-10-2010                                  | Municipal              | Nueva Cajamarca | Unión Comercio      | (W.O)     | Carlos A. Manucci   |
| 24-10-2010                                  | El Frutillo            | Bambamarca      | Deportivo Volante   | 0-1       | Unión Comercio      |
| 31-10-2010                                  | Municipal              | Nueva Cajamarca | Unión Comercio      | 8-0       | Juventud Santa Rosa |
| Etapa Nacional: octavos de final            |                        |                 |                     |           |                     |
| 07-11-2010                                  | Mariscal Cáceres       | Tumbes          | San José            | 2-0       | Unión Comercio      |
| 14-11-2010                                  | IPD Moyobamba          | Moyobamba       | Unión Comercio      | 2(3)-0(1) | San José            |
| Etapa Nacional: Cuartos de final            |                        |                 |                     |           |                     |
| 21-11-2010                                  | IPD Moyobamba          | Moyobamba       | Unión Comercio      | 2-0       | Comerciantes Unidos |
| 28-11-2010                                  | Juan Maldonado Gamarra | Cutervo         | Comerciantes Unidos | 3-1       | Unión Comercio      |
| Etapa Nacional: Semifinal                   |                        |                 |                     |           |                     |
| 08-12-2010                                  | IPD Moyobamba          | Moyobamba       | Unión Comercio      | 2-0       | Deportivo Hospital  |
| 12-12-2010                                  | Aliardo Soria          | Pucallpa        | Deportivo Hospital  | 1-4       | Unión Comercio      |
| Etapa Nacional: Gran Finalísima             |                        |                 |                     |           |                     |
| 15-12-2010                                  | Carlos Vidaurre        | Tarapoto        | Unión Comercio      | 2-0       | Alianza Unicachi    |
| 19-12-2010                                  | Guillermo Briceño      | Juliaca         | Alianza Unicachi    | 4-2       | Unión Comercio      |
| Unión Comercio Campeón de la Copa Perú 2010 |                        |                 |                     |           |                     |